# Augusto Fernández (roadracingförare)

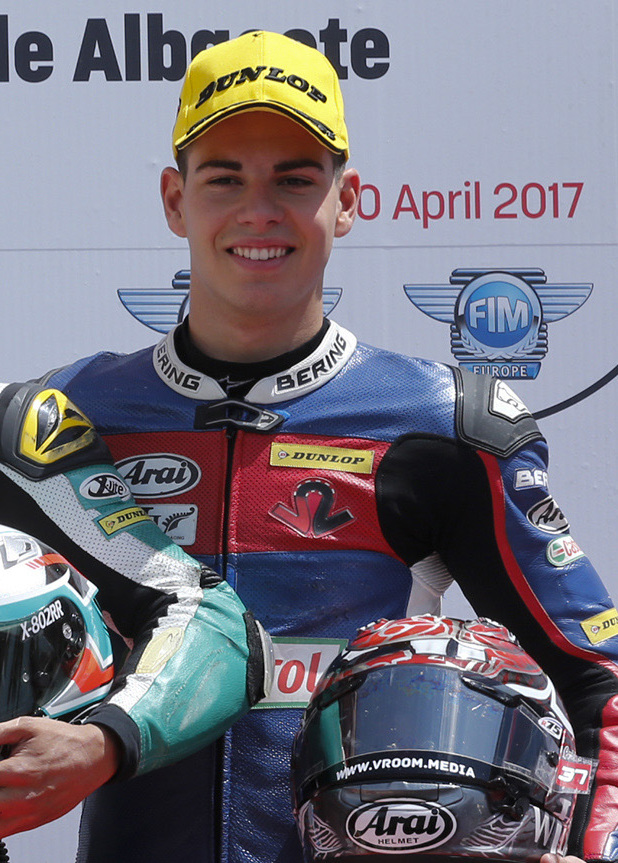
Augusto Fernández

Augusto Fernández, född 23 september 1997 i Madrid, är en spansk motorcykelförare som tävlar i grenen roadracing. Världsmästare i Moto2-klassen 2022 i Grand Prix Roadracing. Från 2023 tävlar han i MotoGP.
Innan VM-debuten 2017 tävlade Fernández bland annat i Superstock 600 och spanska Moto2-mästerkspen. En bit in i säsongen 2017 blev Fernández ny ordinarie förare hos Speed Up i Moto2-VM och körde de 13 sista racen. 2018 gick Fernández tillbaka till spanska Moto2-mästerskapen men kallades snart in till Pons Racing i Moto2-VM för att ersätta Hector Barberá. Fernández fortsatte hos Pons Racing Roadracing-VM 2019.

## Framskjutna placeringar
Uppdaterad till 2019-09-16.
| Nr | Grand Prix     | År   |
| -- | -------------- | ---- |
| 1  | TT Assen       | 2019 |
| 2  | Storbritannien | 2019 |
| 3  | San Marino     | 2019 |

| Nr | Grand Prix | År |
| -- | ---------- | -- |

| Nr | Grand Prix | År   |
| -- | ---------- | ---- |
| 1  | Spanien    | 2019 |
| 2  | Frankrike  | 2019 |